# Young Folk
Young Folk는 써니힐의 미니 앨범이며 2013년 6월 14일 타이틀 곡인 "만인의 연인 (Feat. 하림)" 뮤직비디오 티져를 공개했다.  2013년 6월 19일 앨범 쇼케이스를 가졌으며 이 날 정오에 앨범을 공개하였다.

## 특징
- 타이틀 곡은 만인의 연인 (Feat. 하림)이며 그릭 부주키, 니켈하르파, 드렐라이어, 아이리시 휘슬 등 많은 유럽 민속 악기들이 등장한다.[3]
- 2013년 6월 19일 홍대 롤링홀에서 데뷔 첫 쇼케이스를 열었다
- 뮤직비디오는 앨범 공개 하루 뒤인 20일 오전 10시에 공개되었으며 황수아 감독이 촬영하였다[4]

## 트랙리스트

### Young Folk
| #  | 제목                                 | 작사   | 작곡      | 재생 시간 |
| -- | ------------------------------------ | ------ | --------- | --------- |
| 1. | 〈순정만화〉                         | 미성   | 김민.정연 | 3:04      |
| 2. | 〈만인의 연인 (Feat. 하림)〉         | 김이나 | KZ        | 3:48      |
| 3. | 〈시트콤〉                           | 미성   | 태봉이    | 3:20      |
| 4. | 〈Anything You Want〉                | 김은수 | 심은지    | 3:53      |
| 5. | 〈모르는 게 많아서〉                 | 박창학 | Haihm     | 4:10      |
| 6. | 〈만인의 연인 (Inst.) (Feat. 하림)〉 |        | KZ        | 3:48      |

## Yutube 영상
- 써니힐 - 만인의 연인 (Feat.하림) 티져
- 써니힐 - 만인의 연인 (Feat.하림)
- 쇼케이스 써니힐 - 만인의 연인 (Feat.하림) 외 3곡 + 인터뷰
- 쇼케이스 BTS Episode